# Anni d'infanzia. Un bambino nei lager
Anni d'infanzia. Un bambino nei lager è un libro autobiografico dello scrittore olandese Jona Oberski, pubblicato nel 1978.
Il libro è stato tradotto in ebraico, inglese, tedesco, italiano e numerose altre lingue.

## Trama
Jona è un bambino di Amsterdam che nel 1940, a soli due anni, viene deportato con i genitori nel campo di concentramento di Westerbork, passando poi a Bergen-Belsen.
Il 23 marzo del 1942, dopo due anni di prigionia, vede morire il padre Max di stenti e denutrizione a soli 40 anni; la madre Anna quasi impazzisce per il dolore. Dopo altri 3 anni trascorsi nei campi di concentramento, il 9 aprile 1945, Anna e Jona vengono fatti salire da Bergen-Belsen con altri 2.500 prigionieri su un treno diretto al Campo di concentramento di Theresienstadt. Ma il treno non raggiunge la destinazione. Vaga per una Germania ormai vicina al collasso finale, continuamente "dirottato" a causa delle linee interrotte e nel tentativo di sfuggire ai bombardamenti. A bordo molti prigionieri muoiono per la fame e le malattie durante il trasporto. Alla fine il treno si ferma nei pressi di un piccolo paesino di montagna, Tröbitz, dove viene liberato dalla truppe sovietiche. 
A Tröbitz Jona vive in una casa con una ragazza di tredici anni, Simona, che era stata con lui e la madre nel campo di concentramento di Bergen-Belsen. La madre, Anna, ormai mentalmente instabile a causa della perdita del marito e degli orrori della guerra, viene ricoverata in un ospedale vicino perché non vuole più mangiare o bere o prendere medicine, convinta che l'acqua sia avvelenata e che tutti vogliano la sua morte; in breve tempo la donna si spegne, all'età di 42 anni.
Da Tröbitz, Jona viene ricondotto ad Amsterdam dove viene accolto dalla famiglia Daniel, la stessa che aveva aiutato gli Obersky prima della loro deportazione, offrendo a Max un nuovo lavoro. Dopo poco tempo Simona parte per la Palestina e Jona resta da solo; al suo risveglio dopo la partenza di lei, trova un regalo da parte di Simona: un burattino come quello che Jona possedeva all'età di due anni.
Jona inizialmente vive con molta difficoltà la sua condizione di sopravvissuto, soprattutto a causa della perdita della madre, che lo segna causandogli forti squilibri: è scontroso, non vuole mangiare né bere. I Daniel non sanno cosa fare, finché un giorno gli comprano una bicicletta: Jona ricorda così i momenti passati col padre e decide di provare la bici, e dopo tanto tempo lo si vede sorridere di nuovo.
Il nome vero di Simona è Trude; il cognome reale è tuttora ignoto.

## Opere derivate
Dal romanzo è stato tratto nel 1993 il film Jona che visse nella balena con la regia e la sceneggiatura di Roberto Faenza; con Luke Petterson (Jona a 4 anni) e Jenner Del Vecchio (Jona a 7 anni). Musiche di Ennio Morricone.

## Edizioni in italiano
- Jona Oberski, Anni d'infanzia: un bambino nei lager, traduzione di Amina Pandolfi, Firenze: Giuntina, 1989
- Jona Oberski, Anni d'infanzia: un bambino nei lager, traduzione di Amina Pandolfi, Scandicci: La nuova Italia, 1995